# Toby Ziegler

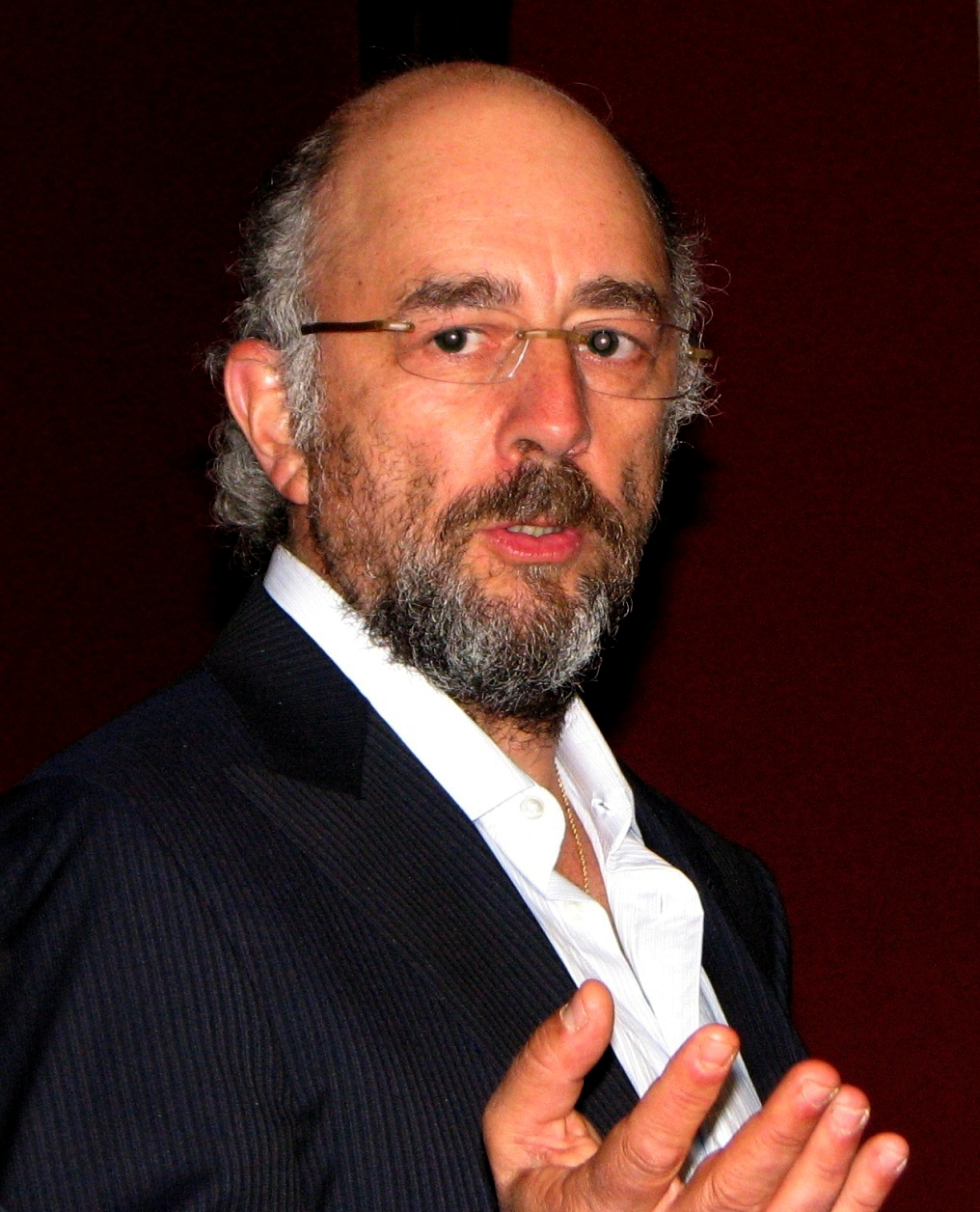
Richard Schiff representa a Toby Ziegler en un personaje de una serie de televisión.

Tobias Zachary 'Toby' Ziegler es un personaje de ficción representado por Richard Schiff en la serie de televisión El Ala Oeste de la Casa Blanca. Durante la mayor parte de las serie ocupa el cargo de Director de Comunicaciones de la Casa Blanca.

## Datos personales y familiares
Toby nace el 23 de diciembre de 1954. Los detalles sobre su familia y su infancia no están muy claros; procede de una familia de clase media-baja asentada en Brooklyn, en la ciudad de Nueva York. Su padre, Julian "Jules" Ziegler probablemente luchó en la Segunda Guerra Mundial o en la guerra de Corea. En algún momento anterior a su etapa militar estuvo en cierto modo involucrado en el crimen organizado y pasó algún tiempo en prisión, lo que dificultó sin duda la relación entre ellos.
De los demás parientes de Toby apenas se hacen referencias durante la serie, y las pocas que se hacen no son siempre consistentes. En el capítulo de la  primera temporada "A falta de cinco votos" Toby habla de su madre en presente, pero sin embargo en "H. Con-172", de la tercera, comenta que "lleva 12 años muerta". En el episodio de la segunda temporada "Alguien va a Urgencias, alguien va a la cárcel" dice que sus hermanas lo llevaron a manifestaciones de protesta y en el de la tercera temporada "Indios en el vestíbulo" cita a "sobrinas y sobrinos" como la razón para no salir a tomar algo con Bruno el miércoles posterior a Acción de Gracias. En "Separación de poderes", de la quinta, menciona un abuelo que vivió 96 años que durante sus últimos 20 seguía convencido de que los Habsburgo seguían viviendo en un gran palacio de Viena. Toby también tenía un hermano pequeño, David, un especialista de la NASA que se suicidó tras descubrir que padecía un cáncer terminal.
Toby estuvo casado una vez con la Congresista Andrea Wyatt, representante de un distrito de Baltimore, Maryland. Se divorciaron durante el primer año del gobierno Bartlet tras varios intentos fallidos de tener hijos. Hacia el final de la campaña de reelección de Bartlet, sin embargo, se reconciliaron hasta tal punto que Andi se quedó embarazada de gemelos de Toby, si bien en la serie no queda muy claro si fue por fecundación in vitro o de forma natural. Andi fue posteriormente denunciada por un grupo conservador por no revelar su embarazo durante su campaña de reelección de su escaño, hecho constituyente de fraude electoral.
Los gemelos, llamados Huck y Molly, nacieron durante la crisis ocasionada por el secuestro de Zoey Bartlet: Huck fue llamado así por el abuelo de Andi y Molly por Molly O'Connor, la agente del Servicio Secreto que fue asesinada al intentar interceptar un disparo dirigido a Zoey. Además Toby pidió a Andi que se volvieran a casar, pero ella lo rechazó alegando que estaba muy triste.
Toby es algo malhumorado, característica que se refleja en cierto modo en su típica forma de vestir, normalmente con tonos marrones y grises sufridos. Pese a ser un idealista, no tiene la misma voluntad que sus compañeros y que el propio presidente para comprometerse con sus valores políticos.
Judío devoto, asiste con frecuencia los sábados a la sinagoga. Alguna vez le ha dicho a Josh Lyman que, como Josh procede del recóndito pueblo de Westport en Connecticut, muy alejado de los antiguos y actuales barrios judíos de Nueva York, él es más judío que Josh.
La educación de Toby quizá sea la menos sólida del gabinete, si bien a menudo parece que sabe sobre muchos temas muchas más cosas que casi todos, a excepción del Presidente. Parece tener una afición particular por la corrección gramatical, incluso es capaz de enumerar de memoria todos los tipos de signos de puntuación del idioma inglés y se jacta de haber descubierto un posible error tipográfico en la Constitución que podría cambiar a su opinión la forma de interpretar el documento. Asistió al City College of New York, si bien el diploma colgado en la pared de su oficina que acredita su Doctorado en Comunicación es de origen desconocido.
Toby es fan de los New York Yankees y dice haber asistido a 441 partidos en casa hasta mayo de 2002. Dice también que comenzó a ir a los partidos a los 7 años, en 1961, de donde se obtiene un cálculo aproximado de 11 partidos por temporada, aunque esto no está del todo claro pues la Casa Blanca se encuentra a 235 millas del estadio.
Aunque Josh es fan del rival local, los New York Mets, nunca se les ha visto discutir de béisbol en la serie. Este deporte, sin embargo, aparece de forma recurrente en los argumentos que Toby usa con Andi, fan de los Baltimore Orioles y que, tras el divorcio, estuvo saliendo con un asesor de dicho equipo. En otro momento de la serie Andi disfraza en Halloween a sus gemelos de tres años con ropa de los Orioles, si bien Toby les compra sendas gorras de los Yankees diciendo "me lo agradeceréis".

## En la Casa Blanca
Antes de entrar en la campaña presidencial de Bartlet, Ziegler trabajó como asesor político para varios partidos y sus campañas en el Ayuntamiento de Nueva York, el distrito del Bronx y el Congreso y el Senado de los Estados Unidos. Toby asegura que nunca trabajó en una campaña ganadora hasta entrar en el equipo de Bartlet.
El papel de Toby en el gabinete es a menudo el de un hermano mayor bronco, sobre todo con Josh y Sam Seaborn, a quienes trata a veces incluso de forma hostil, hostilidad que a su vez los afectados no reconocen afirmando simplemente que "Toby es Toby". Es curioso el apoyo de Toby a Josh cuando es propuesto para suceder a Leo McGarry como Jefe de Gabinete si tenemos en cuenta que él mismo optaba al puesto. Cuando Josh dejó la Casa Blanca hacia el final del segundo mandato de Bartlet para dirigir la campaña presidencial de Matt Santos, Toby lo tomó como una traición al equipo y desde entonces mantuvo una actitud notablemente hostil hacia él. En un episodio explica que su hermano David se suicidó antes que aprovechar el tiempo que le quedaba: "Habría tenido años de vida, pero en lugar de aguantar simplemente lo dejó todo y se fue", sintiendo algo parecido con la marcha de Josh. Josh conseguiría más tarde de forma satisfactoria recuperar su amistad, recibiendo sus consejos durante la campaña presidencial de Santos.
Toby desempeñó de manera muy satisfactoria sus funciones de Director de Comunicación de la Casa Blanca escribiendo discursos como el de Investidura o los de los Debates del Estado de la Unión. Tras el ascenso de C.J. Cregg de Secretaria de Prensa a Jefa de Gabinete de la Casa Blanca al principio de la sexta temporada, compatibilizó durante un breve periodo de tiempo su cargo con el Secretario de Prensa. Al principio le resultaba difícil enfrentarse a la prensa e incluso metió varias veces la pata, pero gracias a su nueva ayudante Annabeth Schott lo superó.

## Las filtraciones del transbordador militar
El fin de Toby en la Casa Blanca llegó cuando reveló información clasificada sobre un transbordador espacial militar secreto a Greg Brock, reportero del New York Times. Los hechos comenzaron con una fuga de oxígeno fatal en la Estación Espacial Internacional mientras tres astronautas se encontraban a bordo. En ese momento no había transbordadores civiles disponibles para realizar la misión de rescate a tiempo y los militares no parecían muy dispuestos a utilizar su nave para ello. Toby sabía que si salía a la luz la existencia del transbordador militar la gente querría que fuese utilizado para el rescate. La filtración terminó con la vuelta de los astronautas sanos y salvos.
Después de encabezar la investigación sobre ello, Toby decidió confesar a C.J. Cregg que había sido él. Bartlet no aceptó su dimisión sino que directamente lo despidió. Toby asistió al funeral de Leo McGarry, pero decidió sentarse en las últimas filas para evitar a los medios, mismo motivo por el que finalmente no asistió al posterior entierro en el Cementerio Nacional de Arlington. A pesar del conflicto emocional, la última decisión de Bartlet como presidente fue indultar a Toby, evitando así pasar por la cárcel. La naturaleza exacta del posible juicio y sentencia de Ziegler no está clara. En un principio parece que ha sido juzgado y condenado en un tribunal federal y que cumplirá su condena en Petersburg, Virginia. Sin embargo, en el documento de indulto firmado por el presidente en su último día en el cargo aparece la frase "Su juicio [el de Ziegler] está pendiente".

## Toby y Bartlet
Toby es el único miembro del gabinete además de Leo McGarry que acompañó a Bartlet desde el comienzo de su primera campaña presidencial. La noche en que Josh Lyman fue a presenciar el discurso de Bartlet en Nuevo Hampshire a finales de octubre de 1997, Leo despidió a todo el equipo de campaña salvo a Toby, al contrario de las predicciones de todos los implicados, el propio Toby incluido. Esto provocó en cierto modo el enfado del entonces Gobernador Bartlet, que se quejó porque había dejado al único que no conocía personalmente.
La relación de Toby con Bartlet fue intensa y a veces tensa; Toby es mostrado como el más crítico y liberal del equipo y el más dispuesto a desafiar el juicio y las decisiones del presidente. Su primer gran encontronazo (anterior al asunto del transbordador militar) tuvo lugar cuando Bartlet le confesó que padecía esclerosis múltiple, algo que ofendió bastante a Toby. Bartlet consideró la reacción como una afrenta al pensar únicamente en el problema político que se le venía encima al gabinete y no en el problema personal del presidente. En la primera temporada Toby descubre que no era la primera elección del presidente para su puesto, ante lo que Bartlet le confiesa lo bien que se siente porque en su día el primer candidato rechazase el puesto.
- Datos: Q1345373